# Bogle (priimek)
Bogle je priimek več oseb:
- George Bogle, ameriški duhovnik
- George Bogle of Daldowie, škotski znanstvenik
- Paul Bogle, jamajški baptistični diakon in uporabnik